# Elena Pampoulova
Elena Pampoulova (Sofia, 17 de maio de 1972 – 19 de abril de 2023) foi uma tenista profissional búlgara.

## Morte
Pampoulova morreu em 19 de abril de 2023, aos 50 anos.